# Svenska antisemitiska föreningen
Svenska Antisemitiska Föreningen (SASF) var en förening som bildades i Göteborg 22 november 1923 med Barthold Lundén  som grundare, tillsammans med Sigurd Furugård som utsågs till sekreterare i styrelsen. Sigurd Furugård, som var äldre bror till Birger Furugård, hamnade dock i konflikt med Lundén och lämnade föreningen efter bara ett halvår. Föreningen hade som uppgift att sprida rasistiska idéer om judar i Sverige. Verksamheten leddes från Göteborg och använde redan på 1920-talet, som första gruppering i Sverige hakkorset som symbol. Föreningen var en förelöpare till de nazistiska partier som dök upp i Sverige på 1930-talet. Som propagandametoder användes smädesskrifter, föreläsningar och föredragsturnéer runtom i landet. Ämnena kunde till exempel vara Den judiska faran och Svenska Antisemitiska Föreningen. Föreningen anordnade också bojkotter av judiskägda företag och bland deras slagord fanns ”Sverige åt svenskarne”. Föreningens propagandatidskrift var tidningen Vidi, som föreningen delade lokal med och som bland annat publicerade listor med namnlistor över judar i Göteborg med omnejd som ägde eller drev företag. SASF hade fler än tusen medlemmar, bland annat blev Hermann Göring medlem under sin tid i Sverige på 1920-talet och en annan medlem var Birger Furugård. Föreningen och tidskriften lades ner 1931.